# Ellisland

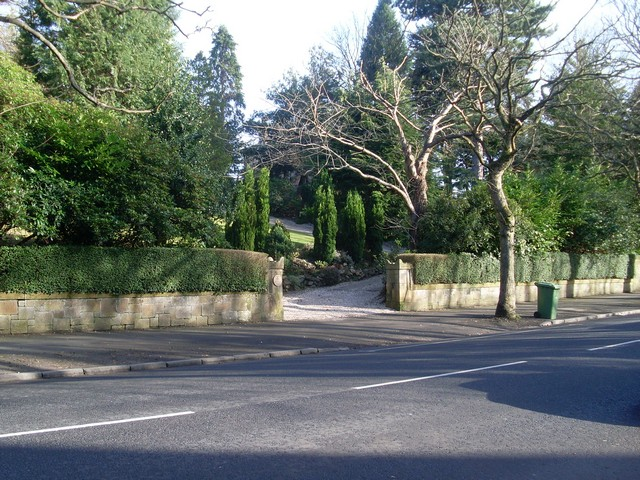
Zufahrt zu Ellisland

Ellisland ist eine Villa in der schottischen Stadt Glasgow. 1970 wurde das Bauwerk in die schottischen Denkmallisten in der höchsten Denkmalkategorie A aufgenommen. Die Villa ist nicht zu verwechseln mit der Ellisland Farm in Dumfries and Galloway.

## Beschreibung
Die Villa wurde 1871 für William Johnston erbaut. Für die Planung zeichnet das Brüderpaar Alexander und George Thomson verantwortlich.
Ellisland steht an der Nithsdale Road im südlichen Glasgower Stadtteil Pollokshields. Die längliche Villa ist im markanten thomsonschen ägyptisch-griechischen Stil ausgestaltet, der für diese Schaffensphase im Leben Thomsons jedoch untypisch ist. Das einstöckige Gebäude ist symmetrisch aufgebaut. Sein Mauerwerk besteht aus behauenen Steinquadern. Ägyptische Säulen flankieren das mittig tiefliegende Eingangsportal. Pilaster schmücken die flankierenden Fenster. Das abschließende schiefergedeckte Dach ist nur schwach geneigt. Die Kaminabschlüsse sind als Lotusblumen gearbeitet. Es bestehen gestalterische Parallelen zu Thomsons nahegelegener Villa Castlehill.